# Libertas Brindisi 1975-1976
La Libertas Brindisi 1975-1976 prende parte al campionato italiano di Serie A2 pallacanestro, girone unico a 12 squadre. Chiude la stagione regolare all'ultimo posto con 6V e 16P, 1626 punti segnati e 1741 subiti. Nel successivo girone A di classificazione a 8 squadre giunge quarta con 7V e 7S, 1045 punti fatti e 1147 punti subiti, conquistando così la salvezza.

## Storia
Roberto Milo ritorna all'ASSI Brindisi dal prestito di un anno prima, insieme a Giuseppe Antelmi e Giovanni Pentassuglia ceduti a titolo definitivo. Il lungo Putignano si trasferisce a Monteroni e al suo posto viene acquistato Walter Vigna dall'Ivlas Vigevano. Tiene banco la cessione di Solfrizzi alla Libertas Forlì, che osteggiata dallo stesso giocatore oltre che dai tifosi brindisini viene risolta con la formula del prestito, Solfrizzi giocherà per un altro anno nelle file della Libertas Brindisi.Dalle giovanili vengono promossi in prima squadra Adriano Greco, Giuseppe Bevilacqua e Marcello Mazzotta. Miglior marcatore della stagione è Larry Williams con 760 p. in 34 partite, seguito da Piero Labate con 499 p. in 36 p. e Maurizio Solfrizzi con 459 p. in 32 p.

## Roster
| Libertas Brindisi 1975/1976 | Libertas Brindisi 1975/1976 |
| Giocatori                   | Staff tecnico               |
| --------------------------- | --------------------------- |

| N. | Naz.                   | Ruolo | Nome                | Anno | Alt.   | Peso |  |
| -- | ---------------------- | ----- | ------------------- | ---- | ------ | ---- |  |
| 4  | Italia (bandiera)      | A     | Adriano Greco       | 1956 | 194 cm |      |  |
| 5  | Italia (bandiera)      | C     | Marcello Mazzotta   | 1957 | 202 cm |      |  |
| 6  | Italia (bandiera)      | A     | Maurizio Solfrizzi  | 1955 | 188 cm |      |  |
| 7  | Italia (bandiera)      | AG    | Walter Vigna        | 1952 | 199 cm |      |  |
| 10 | Italia (bandiera)      | P     | Roberto Cordella    | 1957 | 185 cm |      |  |
| 12 | Italia (bandiera)      | C     | Daniele Cecco       | 1952 | 199 cm |      |  |
| 13 | Italia (bandiera)      | G     | Piero Labate ()     | 1951 | 190 cm |      |  |
| 14 | Italia (bandiera)      | P     | Marcello De Stradis | 1953 | 179 cm |      |  |
| 15 | Stati Uniti (bandiera) | C     | Larry Williams      | 1951 | 204 cm |      |  |
|    | Italia (bandiera)      | A     | Teodoro Arigliano   | 1948 | 190 cm |      |  |
|    | Italia (bandiera)      | P     | Giuseppe Bevilacqua | 1958 | 187 cm |      |  |
|    | Italia (bandiera)      | G     | Massimo Fergnani    | 1958 | 186 cm |      |  |
|    | Italia (bandiera)      | G     | Fabrizio D'Astore   | 1960 | 182 cm |      |  |

| Allenatore             |
| - Nicola Primaverili   |
| Assistente/i           |
| Legenda - (C) Capitano |

## Risultati

### Stagione Regolare
| Arbitri: | Brianza (Milano) Solenghi (Milano) |

|                                    |       |                                 |
| Gorghetto 28, Carraro 19, Stahl 12 | Punti | Williams 31, Labate 16, Vigna 8 |

| Arbitri: | Montella (Napoli) Basso (Napoli) |

|                                      |       |                                      |
| Labate 28, Williams 25, Solfrizzi 10 | Punti | Kirkland 24, Scartozzi 14, Natali 13 |

| Arbitri: | Rosi (Roma) Giacobbi (Roma) |

|                                     |       |                                  |
| Williams 20, Solfrizzi 16, Cecco 15 | Punti | Yelverton 23, Zin 18, Taccola 16 |

| Arbitri: | Giuffrida (Milano) Colombo (Milano) |

|                                      |       |                                     |
| Zanello 15, Santoro 13, Antonelli 10 | Punti | Williams 22, Solfrizzi 19, Cecco 12 |

| Arbitri: | Compagnoni (Napoli) Ciampaglia (Napoli) |

|                                     |       |                                 |
| Williams 24, Solfrizzi 14, Cecco 13 | Punti | Garrett 34, Fiebus 17, Bruni 11 |

| Arbitri: | Filacanapa (Piombino) Guglielmo (Messina) |

|                                   |       |                                     |
| Coder 38, Gavagnin 14, Donadoni 8 | Punti | Labate 20, Williams 17, Cordella 13 |

| Arbitri: | Bandini (Firenze) Campanella (Livorno) |

|                                      |       |                                          |
| Williams 26, Labate 17, Solfrizzi 15 | Punti | Cartwright 21, Villalta 20, Borghetto 17 |

| Arbitri: | Dal Fiume (Imola) Sidoli (Reggio Emilia) |

|                                  |       |                                        |
| Fucile 21, Kenney 19, Musetti 14 | Punti | Williams 18, Solfrizzi 16, Cordella 14 |

| Arbitri: | G. Ugatti (Salerno) V. Ugatti (Salerno) |

|                                  |       |                                   |
| Solfrizzi 28, Labate 20, Cecco 8 | Punti | Grasselli 18, Gurini 16, Brady 14 |

| Arbitri: | Bianchi (Roma) Teofili (Roma) |

|                                 |       |                                   |
| Taylor 24, Oeser 20, Meneghel 8 | Punti | Solfrizzi 19, Cecco 11, Labate 10 |

| Arbitri: | Bottari (Messina) Giuliano (Messina) |

|                                        |       |                                      |
| Williams 18, Solfrizzi 11, Cordella 10 | Punti | Benevelli 21, Benelli 20, Leonard 14 |

| Arbitri: | Sammarchi (Bologna) Verh (Trieste) |

|                                    |       |                                     |
| Williams 22, Vigna 18, Cordella 11 | Punti | Carraro 26, Gorghetto 23, Medeot 10 |

| Arbitri: | Casamassima (Cantù) Giuffrida (Milano) |

|                                      |       |                                    |
| Kirkland 20, Natali 20, Scartozzi 12 | Punti | Williams 17, Vigna 11, Cordella 10 |

| Arbitri: | Sidoli (Reggio Emilia) Soavi (Bologna) |

|                                  |       |                                  |
| Yelverton 27, Zin 13, Taccola 13 | Punti | Williams 41, Labate 19, Cecco 13 |

| Arbitri: | Ciampaglia (Napoli) Basso (Napoli) |

|                        |       |                                         |
| Williams 27, Labate 21 | Punti | Johnson 28, La Guardia 23, Antonelli 10 |

| Arbitri: | Burcovich (Venezia) Zanon (Venezia) |

|                                   |       |                                     |
| Garrett 30, Ardessi 24, Flebus 18 | Punti | Williams 28, Labate 18, Cordella 15 |

| Arbitri: | Graziani (Bologna) Maurizi (Bologna) |

|                                     |       |                                         |
| Labate 24, Williams 16, Cordella 15 | Punti | Coder 18, Donadoni II 14, Donadoni I 11 |

| Arbitri: | Albanesi (Busto Arsizio) Paronelli (Varese) |

|                                            |       |                                     |
| Villalta 32, Dalla Costa 14, CartWright 12 | Punti | Williams 23, Labate 19, Cordella 11 |

| Arbitri: | Cagnazzo (Roma) Teofili (Roma) |

|                                      |       |                                     |
| Labate 20, Solfrizzi 19, Williams 16 | Punti | Fucile 21, Kenney 16, Scodavolpe 16 |

| Arbitri: | Filacanapa (Livorno) Campanella (Livorno) |

|                                   |       |                                 |
| Brady 21, Gurini 20, Grasselli 12 | Punti | Williams 20, Labate 15, Cecco 8 |

| Arbitri: | Jacobbi (Roma) Rosi (Roma) |

|                                      |       |                                    |
| Williams 28, Labate 22, Solfrizzi 16 | Punti | Taylor 33, Pozzecco 16, Zovatto 10 |

| Arbitri: | Rocca (Genova) Oneto (Genova) |

|                                      |       |                                |
| Leonard 30, Benelli 23, Benevelli 19 | Punti | Williams 25, Cecco 12, Vigna 8 |

### Poule di Classificazione A
| Arbitri: | Fiorito (Roma) Martolini (Roma) |

|                                      |       |                                    |
| Williams 22, Labate 20, Solfrizzi 16 | Punti | Sutter 24, Ferello 15, De Rossi 11 |

| Arbitri: | Filocanapa (Livorno) Campanella (Livorno) |

|                                    |       |                                      |
| Johnson 18, Gilardi 14, Liguardi 8 | Punti | Solfrizzi 17, Williams 15, Labate 14 |

| Arbitri: | Giuliano (Messina) Guglielmi (Messina) |

|                                      |       |                                       |
| Williams 22, Solfrizzi 18, Labate 13 | Punti | Brumatti 22, Bianchi 22, Ferracini 18 |

| Arbitri: | Teofili (Roma) Basso (Napoli) |

|                                     |       |                                   |
| Williams 34, Cordella 16, Labate 16 | Punti | Yelverton 40, Baiguera 12, Zin 10 |

| Arbitri: | Ugatti G. (Salerno) Ugatti V. (Salerno) |

|                                      |       |                                      |
| Brady 28, Grasselli 16, Del Monte 14 | Punti | Williams 30, Labate 23, Solfrizzi 15 |

| Arbitri: | Filipponi (Roma) Bianchi (Roma) |

|                                      |       |                                      |
| Williams 19, Labate 12, Solfrizzi 10 | Punti | Bariviera 27, Mitchell 17, Fabris 14 |

| Arbitri: | Sidoli (Reggio Emilia) Dal Fiume (Imola) |

|                                 |       |                                     |
| Iacuzzo 20, Taylor 19, Oeser 12 | Punti | Solfrizzi 27, Williams 18, Labate 8 |

| Arbitri: | Oneto (Chiavari) Rocca (Genova) |

|                                   |       |                                     |
| Sutter 42, Ferello 16, Verozzi 14 | Punti | Williams 21, Solfrizzi 13, Vigna 12 |

| Arbitri: | Duranti (Pisa) Vitolo (Pisa) |

|                                      |       |                                   |
| Solfrizzi 25, Williams 22, Labate 12 | Punti | Johnson 29, Zanello 17, Sforza 10 |

| Arbitri: | Soavi (Bologna) Maurizi (Bologna) |

|                                     |       |                                        |
| Brumatti 21, Robbins 20, Bianchi 12 | Punti | Solfrizzi 21, Williams 19, Cordella 10 |

| Arbitri: | Rotondo (Bologna) Sammarchi (Bologna) |

|                                      |       |                                   |
| Yelverton 30, Caluri 18, Baiguera 17 | Punti | Labate 17, Cecco 17, Solfrizzi 13 |

| Arbitri: | Giuliano (Messina) Guglielmo (Messina) |

|                                         |       |                               |
| Williams 24, Solfrizzi 16, Arigliano 12 | Punti | Florio 24, Brady 21, Diana 12 |

| Arbitri: | Filocanapa (Livorno) Campanella (Livorno) |

|                                      |       |                                    |
| Mitchell 22, Fabris 20, Bariviera 11 | Punti | Solfrizzi 20, Williams 18, Vigna 9 |

| Arbitri: | Ciampaglia (Napoli) Basso (Napoli) |

|                                      |       |                                  |
| Williams 27, Solfrizzi 20, Labate 14 | Punti | Taylor 22, Meneghel 13, Oeser 12 |

## Statistiche

### Statistiche di squadra
| Competizione | Punti | In casa | In casa | In casa | In casa | In casa | In trasferta | In trasferta | In trasferta | In trasferta | In trasferta | Totale | Totale | Totale | Totale | Totale | Totale |
| Competizione | Punti | G       | V       | P       | PF      | PS      | G            | V            | P            | PF           | PS           | G      | V      | P      | PF     | PS     | DIF    |
| ------------ | ----- | ------- | ------- | ------- | ------- | ------- | ------------ | ------------ | ------------ | ------------ | ------------ | ------ | ------ | ------ | ------ | ------ | ------ |
| Serie A/2    | 26    | 18      | 8       | 10      | 1380    | 1425    | 18           | 5            | 13           | 1289         | 1461         | 36     | 13     | 23     | 2669   | 2886   | -217   |

### Statistiche dei giocatori
| Giocatore      | Generali | Generali | Generali | Tiri liberi | Tiri liberi | Tiri liberi | Tiri da due | Tiri da due | Tiri da due | Rimbalzi | Rimbalzi | Rimbalzi | Palle | Palle | Val    | Medie | Medie |
| Giocatore      | PG       | PTI      | AS       | Rea         | Ten         | %           | Rea         | Ten         | %           | Dif      | Off      | Tot      | Per   | Rec   | Totale | Pun   | Val   |
| -------------- | -------- | -------- | -------- | ----------- | ----------- | ----------- | ----------- | ----------- | ----------- | -------- | -------- | -------- | ----- | ----- | ------ | ----- | ----- |
| L. Williams    | 34       | 760      | 23       | 82          | 116         | 70,7        | 339         | 726         | 46,7        | 261      | 125      | 386      | 103   | 68    | 713    | 22,4  | 21,0  |
| P. Labate      | 36       | 499      | 11       | 73          | 92          | 79,3        | 213         | 506         | 42,1        | 169      | 75       | 244      | 69    | 114   | 487    | 13,9  | 13,5  |
| M.Solfrizzi    | 32       | 459      | 11       | 61          | 94          | 64,9        | 199         | 499         | 39,9        | 74       | 18       | 92       | 53    | 80    | 256    | 14,3  | 8,0   |
| R.Cordella     | 36       | 276      | 51       | 50          | 82          | 61,0        | 113         | 256         | 44,1        | 20       | 7        | 27       | 116   | 55    | 118    | 7,7   | 3,3   |
| D. Cecco       | 36       | 232      | 3        | 62          | 102         | 60,8        | 85          | 180         | 47,2        | 113      | 86       | 199      | 72    | 23    | 250    | 6,4   | 6,9   |
| W.Vigna        | 34       | 212      | 3        | 46          | 83          | 55,4        | 83          | 196         | 42,3        | 78       | 54       | 132      | 54    | 44    | 187    | 6,2   | 5,5   |
| T. Arigliano   | 35       | 85       | 2        | 9           | 18          | 50,0        | 38          | 103         | 36,9        | 25       | 12       | 37       | 24    | 19    | 45     | 2,4   | 1,3   |
| M.De Stradis   | 36       | 82       | 9        | 6           | 14          | 42,9        | 38          | 140         | 27,1        | 19       | 10       | 29       | 28    | 24    | 6      | 2,3   | 0,2   |
| A. Greco       | 36       | 37       | 0        | 7           | 12          | 58,3        | 15          | 35          | 42,9        | 9        | 8        | 17       | 8     | 5     | 26     | 1,0   | 0,7   |
| M. Mazzotta    | 35       | 23       | 0        | 1           | 2           | 50,0        | 11          | 24          | 45,9        | 6        | 12       | 18       | 5     | 5     | 27     | 0,7   | 0,8   |
| G. Bevilacqua  | 3        | 4        | 0        | 0           | 2           | 0,0         | 2           | 2           | 100,0       | 0        | 0        | 0        | 2     | 0     | 0      | 1,3   | 0     |
| M. Fergnani    | 5        | 2        | 0        | 2           | 2           | 100,0       | 0           | 3           | 0,0         | 0        | 0        | 0        | 0     | 0     | -1     | 0,4   | -0,2  |
| Squadra        | 36       | 0        | 0        | 0           | 0           | 0,0         | 0           | 0           | 0,0         | 147      | 146      | 221      | 16    | 0     | 498    | 0     | 13,8  |
| TOTALE SQUADRA | 36       | 2671     | 113      | 399         | 619         | 64,5        | 1136        | 2670        | 42,6        | 921      | 553      | 1474     | 550   | 658   | 2612   | 74,2  | 72,6  |

## Fonti
La Gazzetta del Mezzogiorno edizione 1975-76